# Pedigree
Pedigree (рус. «Педигри», в переводе с англ. — «Родословная») — торговая марка кормов для собак, выпускаемых американской компанией Mars в её подразделении Masterfoods.

## История
В 1934 году Mars Limited, подразделение крупной американской кондитерской компании, которая с 1932 года базировалась в Слау, приобрела компанию Chappel Brothers в Манчестере. Эта компания брала низкокачественное мясо и консервировала его как корм для собак под маркой Chappie.
В 1951 году годовой объём продаж достиг 1 млн фунтов стерлингов, и компания переехала в Мелтон-Моубрей, используя бывшую швейно-ниточную фабрику, которая ранее использовалась компаниями Patons и Baldwins. В 1953 году компания работала семь дней в неделю, 24 часа в сутки по сменной системе. Вместо порционной обработки был введен непрерывный процесс стерилизации.
В 1950-х годах были представлены новые марки собачьего корма Pal и Lassie. В связи с тем, что компания производила больше, чем продукт Chappie, в 1956 году её название изменилось на Petfoods Ltd. В 1972 году компания стала называться Pedigree Petfoods Ltd. В 1972 году она стала Pedigree Petfoods Ltd.
В 1970-х годах около 2500 рабочих находились в Мелтоне и 200 в Питерборо и производили около 400 000 тонн корма для животных в год, практически удвоив производство. На заводе в Мелтоне использовалось около 3 миллионов банок в день; банки доставлялись каждые 30 минут, чтобы ограничить пространство для хранения, из компании Metal Box. В это время Whiskas был самым крупным продуктом компании по объёму продаж, за ним вплотную следовал Pedigree Chum, хотя по объёму продаж Pedigree Chum был больше. Whiskas продавался в четыре раза больше, чем Kitekat, хотя на рекламу Kitekat было потрачено в два раза меньше средств, чем на Whiskas.
В конце 1980-х и в 1990-х годах компания столкнулась с конкуренцией со стороны компании, которая стала Nestlé Purina PetCare.